# تاتیانوفکا (باشقیرستان)
تاتیانوفکا (انگلیسی: Tatyanovka, Republic of Bashkortostan) یک شهرک در شهرستان ایشیمبایسکی استان باشقیرستان کشور روسیه است.